# 福沛
福沛（雍正元年5月10日（1723年6月12日））、清の雍正帝の子（実際には第九子だが、早世したため子の序列には数えられなかった）、生母は敦粛皇貴妃年氏。
福沛は雍正元年5月10日（1723年6月12日）に生まれ、同日そのまま夭折し、諡号は与えられなかった。